# Andersen-Hufeisennase

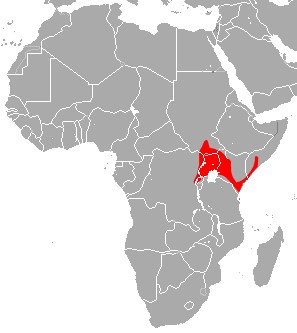
Verbreitungsgebiet der Andersen-Hufeisennase

Die Andersen-Hufeisennase oder Lautfreudige Hufeisennase (Rhinolophus eloquens) ist ein im östlichen Afrika verbreitetes Fledertier in der Gattung der Hufeisennasen. Die Art ist nah mit der Rüppel-Hufeisennase (Rhinolophus fumigatus) verwandt. Das Typusexemplar stammt aus der Umgebung von Entebbe in Uganda. Eine Einordnung als Unterart der Hildebrandt-Hufeisennase (Rhinolophus hildebrandtii) hat sich nicht bestätigt.

## Merkmale
Die Art ist mit einer Kopf-Rumpf-Länge von 68 bis 72 mm, einer Schwanzlänge von 29 bis 45 mm und einem Gewicht von 13 bis 40 g ein mittelgroßer bis großer Gattungsvertreter. Es sind 53 bis 63 mm lange Unterarme, Hinterfüße von 12 bis 14 mm Länge und 21 bis 38 mm lange Ohren vorhanden. Das Fell besteht aus Haaren, die an der Wurzel dunkelgrau und an den Spitzen hellbraun sind, was ein hellbraunes Aussehen erzeugt, wobei die Unterseite etwas heller ist. Eine orangefarbene Morphe kommt nicht vor und Männchen besitzen keine Haarbüschel an den Schultern. Das Nasenblatt hat eine hufeisenförmige Grundform, die etwa 12 mm breit ist, einen behaarten Mittelteil und einen lanzenförmigen Aufsatz dessen Kanten gebogen sind. Die Andersen-Hufeisennase hat dunkle braune bis graubraune Flughäute und eine Kerbe in der Unterlippe. Typisch ist ein robuster Schädel. Bei den meisten Exemplaren lautet die Zahnformel I 1/2, C 1/1, P 1/2, M 3/3, was 28 Zähne im Gebiss ergibt. Manchmal ist ein zweiter Prämolar pro Seite im Oberkiefer vorhanden und manche Tiere haben zusätzlich einen dritten Prämolar in den unteren Kieferhälften.

## Verbreitung und Lebensweise
Das Verbreitungsgebiet reicht von südlichen Südsudan, der östlichen Demokratischen Republik Kongo und Ruanda über Uganda bis nach Kenia und in den Südosten von Somalia. Die Art ist auch auf den zu Tansania gehörenden Inseln Sansibar und Pemba verbreitet. Sie lebt im Flach- und Bergland bis 1500 Meter Höhe. Das Habitat variiert zwischen trockenen Savannen mit einigen Baumgruppen, Bergwäldern und Strauchflächen, die teilweise immergrün sind. Typisch sind Gewächse der Gattungen Acacia und Commiphora (Balsambaumgewächse).
Die nachtaktiven Tiere ruhen am Tage in Höhlen. Aufgrund früherer Verwechslungen mit der Hildebrandt-Hufeisennase ist nichts weiter zum Verhalten bekannt.

## Gefährdung
Regional wirkt sich die Umwandlung ursprünglicher Landschaften in Ackerland negativ aus. Die IUCN schätzt die Gesamtpopulation als groß ein und listet die Art als nicht gefährdet (least concern).